# Herb Walencji

Herb Walencji przedstawia beżowo-czerwone pionowe pasy, umieszczone w przekrzywionym kwadracie. W dolnej części herbu znajdują się gałązki laurowe, na których wiszą owoce laurowe. Po leweј i praweј stronie litery L w koronach. Na koronie otwartej na górze herbu znajduje się nietoperz.